# Mercurios
Mercurios war ein nubischer König des Reiches von Makuria, der von 696 bis nach 710 regierte.
Mercurios ist aus verschiedenen Quellen bekannt. In den Annalen der koptischen Patriarchen wird er als neuer Konstantin bezeichnet, was andeutet, dass er eine besondere Stellung bei der Einführung des Christentums in Nubien hatte. Er wird auch in zwei zeitgenössischen Inschriften genannt. In einer aus der Kathedrale von Faras erscheint er vielleicht sogar als deren Bauherr. Die Inschrift ist in das Jahr 707 datiert und bezeugt gleichzeitig dessen 11. Regierungsjahr. Auf dem Gründungsstein, datiert 710, der Kirche von Taifa wird er auch genannt.
Unter Mercurios ist zum ersten Mal das Amt eines Eparchen bezeugt. Es ist vermutet worden, das unter dem Herrscher Makuria und Nobatia zu einem Land vereinigt wurden, da seit etwa seiner Regierungszeit Nobatia nicht mehr als eigenständiger Staat in Erscheinung tritt.